# Wayne Sandilands
Wayne Sandilands, född 23 augusti 1983 i Benoni, Gauteng, är en sydafrikansk fotbollsmålvakt som spelar för  Mamelodi Sundowns i Premier Soccer League.